# Capçat

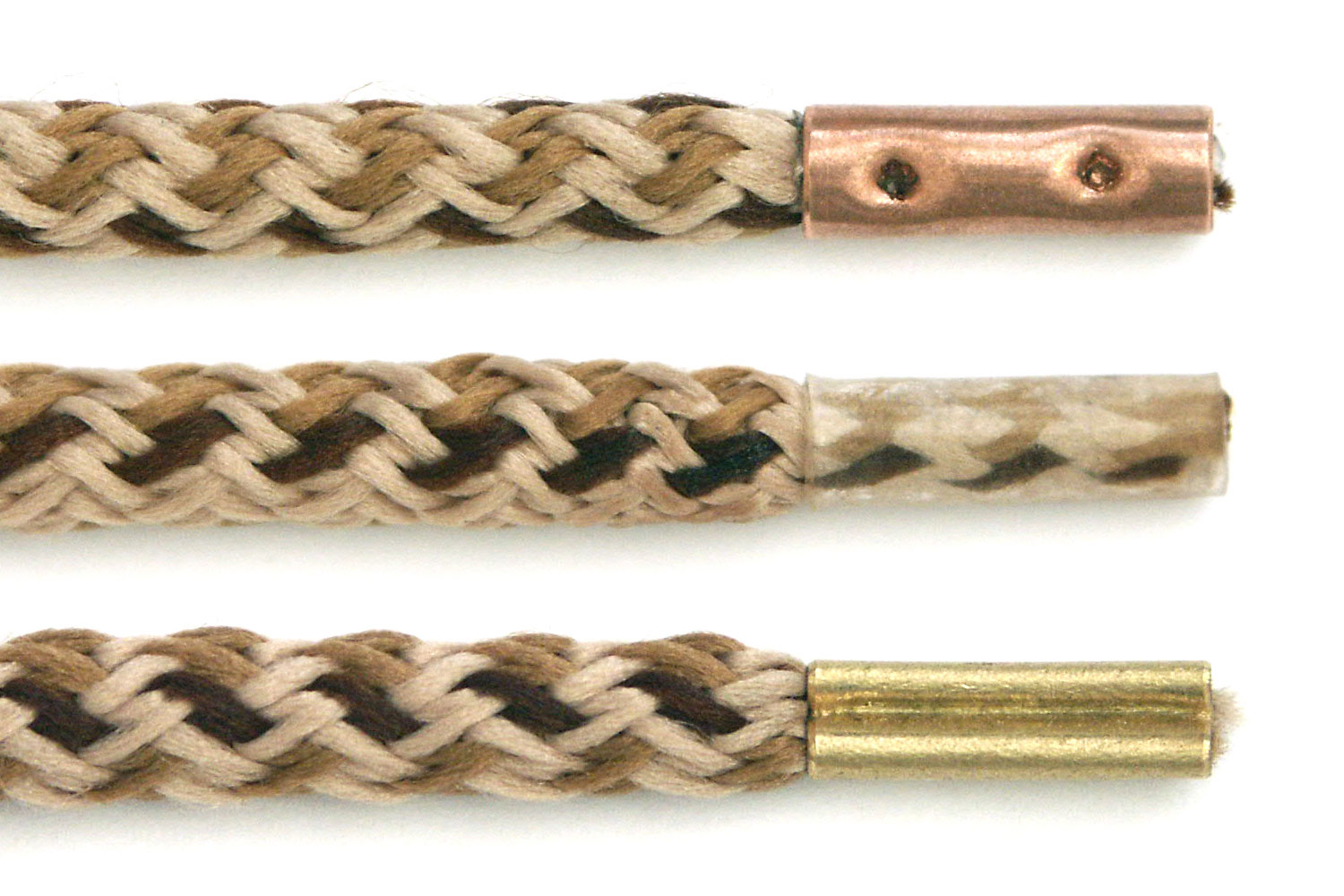
Capçats de coure, plàstic i llautó.

El capçat o cabet és un petit lligament al final d'un cordó o corda amb el propòsit d'evitar que les fibres se separin. Avui dia se solen fer de plàstic o de llautó. En l'antiguitat fins i tot es realitzaven amb metalls preciosos com a ornaments, perquè es col·locaven al final dels llistons utilitzats per a lligar la roba; abans dels botons.